# مارك ستراند
مارك ستراند (بالإنجليزية: Mark Strand)‏ هو مترجم وكاتب وشاعر أمريكي، ولد في 11 أبريل 1934 في سمرسايد، كندا ‏ في كندا، وتوفي في 29 نوفمبر 2014 في بروكلين في الولايات المتحدة بسبب ساركومة شحمية.

## وصلات خارجية
- مارك ستراند على موقع أرشيف الشارخ.
- مارك ستراند على موقع الموسوعة البريطانية (الإنجليزية)
- مارك ستراند على موقع ميوزك برينز (الإنجليزية)
- مارك ستراند على موقع إن إن دي بي (الإنجليزية)
- مارك ستراند على موقع ديسكوغز (الإنجليزية)